# God of War (videohra, 2005)
God of War je akční adventura z roku 2005, kterou vyvinulo Santa Monica Studio a vydala společnost Sony Computer Entertainment (SCE). Hra byla poprvé vydána 22. března 2005 pro PlayStation 2 a je prvním dílem série God of War a chronologicky třetím.

## Hratelnost
Hra se soustředí na boj založený na kombinacích, kterých hráč dosahuje pomocí své hlavní zbraně – čepele Chaosu a sekundární zbraně, kterou získá později. Hra obsahuje rychlé časové události, které vyžadují, aby hráč v časovém sledu provedl různé akce s herním ovladačem a porazil tak silnější nepřátele a bossy. Jako alternativní bojové možnosti může hráč využít až čtyři magické útoky a schopnost zvyšující sílu. Hra obsahuje také hádanky a prvky plošinovek.

## Příběh
Hra volně vychází z řecké mytologie, odehrává se ve starověkém Řecku a jejím ústředním motivem je pomsta. Hráč ovládá spartského válečníka Kratose, který slouží olympským bohům. Bohyně Athéna Kratose pověří úkolem zabít boha války a Kratova bývalého mentora Área, který Kratose lstí přiměl zabít jeho ženu a dceru. Zatímco Áres z nenávisti k Athéně obléhá Athény, Kratos se vydává na výpravu, aby našel jediný předmět, který je schopen boha jednou provždy zastavit: Pandořinu skříňku.

## Vydání a ohlasy
Hra se setkala s velkým ohlasem kritiků, kteří ji chválili za grafiku, zvuk, příběh i hratelnost. Byla označena za jednu z nejlepších videoher všech dob. God of War je považována za jednu z nejlepších akčních adventur. Hra získala několik ocenění „Game of the Year“.
V červnu 2012 se hry prodalo více než 4,6 milionu kusů, což z ní činí 14. nejprodávanější hru pro PlayStation 2 všech dob. Úspěch hry vedl k vývoji dalších her a rozšíření do popkultury.
Hra a její první pokračování, God of War II, byly remasterovány a vydány v listopadu 2009 jako God of War Collection. V květnu 2010 vyšla novelizace hry a mnoho let se připravovala filmová adaptace, která však byla nakonec zrušena.